# Saint-Menges
Saint-Menges é uma comuna francesa na região administrativa de Grande Leste, no departamento das Ardenas. Estende-se por uma área de 12,21 km². Em 2010 a comuna tinha 976 habitantes (densidade: 79,9 hab./km²).